# Joel Kosche
Joel Kosche (Atlanta, 20 settembre 1969) è un chitarrista statunitense, noto soprattutto per la sua militanza nei Collective Soul.

## Biografia
Kosche imparò a suonare la chitarra all'età di 13 anni. Attivo nella scena musicale di Atlanta, ha co-fondato le band Rhapsody e Jovian Storm, che ha raggiunto il successo locale con l'album Magic Show. Durante questo periodo, Joel ha mostrato le sue influenze rock progressivo specialmente nell'autore e co-autore di diversi pezzi epici nella tradizione delle sue band preferite, tra cui Kansas e Yes.
Dopo lo scioglimento di Jovian Storm, Kosche ha fondato la band Steep in cui ha cantato come voce solista e ha abbracciato uno stile "rock americano". Negli anni 2000 Kosche entra nella rock band Collective Soul.
L'album di debutto in studio di Kosche con i Collective Soul, Youth, è stato pubblicato nel 2004. Nel 2006, Kosche ha annunciato che avrebbe lasciato gli Steep per concentrarsi esclusivamente su Collective Soul.
Nel 2007, i Collective Soul ha pubblicato l'album Afterwords. Kosche ha co-scritto il singolo principale dell'album "Hollywood" con Ed Roland. Kosche ha anche composto e cantato nella traccia "I Don't Need Anymore Friends". Era la seconda di due canzoni pubblicate in commercio da Collective Soul che non contengono la voce del cantante Ed Roland.

## Discografia

### Solista
- Fight Years, 2010

### Con i Collective Soul
- Youth, 2004
- Afterwords, 2007
- Collective Soul, 2009

### Con Steve Walsh
- Shadowman, 2005